# Myrmarachne attenuata (Karsch)
Myrmarachne attenuata is een spinnensoort in de taxonomische indeling van de springspinnen (Salticidae).
Het dier behoort tot het geslacht Myrmarachne. De wetenschappelijke naam van de soort werd voor het eerst geldig gepubliceerd in 1880 door Karsch.

## Voorkomen
De soort komt alleen voor in de Filipijnen.